# Trương Khánh Lê
Trương Khánh Lê (tiếng Trung: 张庆黎; sinh tháng 1 năm 1951) là chính khách nước Cộng hòa Nhân dân Trung Hoa. Ông từng là Ủy viên Ban Chấp hành Trung ương Đảng Cộng sản Trung Quốc khóa XIX, Phó Chủ tịch thứ nhất Ủy ban Toàn quốc Chính hiệp khóa XIII nhiệm kỳ 2018 đến năm 2023.
Trương Khánh Lê từng là Phó Chủ tịch kiêm Tổng Thư ký Ủy ban Toàn quốc Hội nghị Hiệp thương Chính trị Nhân dân Trung Quốc khóa XII nhiệm kỳ 2013 đến năm 2018. Trước khi về trung ương công tác, Trương Khánh Lê đảm nhiệm Bí thư Tỉnh ủy tỉnh Hà Bắc và Bí thư Khu ủy Khu tự trị Tây Tạng.

## Tiểu sử

### Thân thế
Trương Khánh Lê là người Hán sinh tháng 1 năm 1951, người Đông Bình, tỉnh Sơn Đông.

### Giáo dục
Tháng 8 năm 1980 đến tháng 2 năm 1981, Trương Khánh Lê học tập tại Đại học Nông nghiệp Bắc Kinh.
Tháng 9 năm 1995 đến tháng 12 năm 1997, ông theo học tại chức chuyên ngành quản lý kinh tế tại Trường Đảng Tỉnh ủy Sơn Đông.
Tháng 10 năm 1999 đến tháng 7 năm 2001, ông theo học lớp nâng cao chương trình học nghiên cứu sinh chuyên ngành quản lý kinh tế nông nghiệp tại Đại học Thạch Hà Tử.

### Sự nghiệp
Tháng 1 năm 1971, Trương Khánh Lê tham gia công tác làm công nhân nhà máy phân bón hóa học Đông Bình tỉnh Sơn Đông và từng đảm nhiệm Bí thư Chi bộ Đảng kiêm Chủ nhiệm phân xưởng, Phó Bí thư Đảng ủy nhà máy. Tháng 2 năm 1973, Trương Khánh Lê gia nhập Đảng Cộng sản Trung Quốc.
Tháng 4 năm 1976, ông được bổ nhiệm làm Ủy viên Ban Thường vụ Huyện ủy Đông Bình kiêm Phó Chủ nhiệm Văn phòng Giao thông công nghiệp huyện Đông Bình, tỉnh Sơn Đông. Sau 6 tháng, tháng 11 năm 1976, ông được bổ nhiệm làm Phó Bí thư Huyện ủy Đông Bình.
Tháng 1 năm 1979, ông được điều lên công tác tại Trung ương Đoàn Thanh niên Cộng sản Trung Quốc. Tháng 1 năm 1983, ông được bổ nhiệm làm Phó Trưởng Ban Thanh niên công nông Trung ương Đoàn Thanh niên Cộng sản Trung Quốc.
Tháng 3 năm 1986, Trương Khánh Lê được luân chuyển làm Phó Thị trưởng Chính phủ nhân dân thành phố Đông Dinh, tỉnh Sơn Đông. Tháng 7 năm 1986, ông được bổ nhiệm giữ chức Tổng Thư ký Chính phủ nhân dân thành phố Đông Dinh kiêm Phó Thị trưởng Chính phủ nhân dân thành phố Đông Dinh. Tháng 1 năm 1988, ông được bầu làm Ủy viên Ban Thường vụ Thành ủy Đông Dinh kiêm Phó Thị trưởng Thường trực Chính phủ nhân dân thành phố Đông Dinh. Tháng 9 năm 1988, ông được bổ nhiệm giữ chức Phó Bí thư Thành ủy Đông Dinh. Tháng 2 năm 1991, ông được bổ nhiệm làm Hiệu trưởng Trường Đảng Thành ủy Đông Dinh kiêm Phó Bí thư Thành ủy Đông Dinh. Tháng 3 năm 1993, Trương Khánh Lê được bổ nhiệm giữ chức Phó Bí thư Thành ủy Đông Dinh, Thị trưởng Chính phủ nhân dân thành phố Đông Dinh.
Tháng 1 năm 1995, ông được luân chuyển làm Bí thư Thành ủy Thái An, tỉnh Sơn Đông. Tháng 3 năm 1997, ông được bầu kiêm nhiệm chức vụ Chủ nhiệm Ủy ban Thường vụ Đại hội đại biểu nhân dân thành phố Thái An.
Tháng 12 năm 1997, Trương Khánh Lê được bổ nhiệm làm Phó Trưởng Ban Thường trực Ban Tuyên truyền Tỉnh ủy Sơn Đông. Tháng 3 năm 1998, ông chuyển sang làm Phó Tổng Thư ký Thường trực Tỉnh ủy Sơn Đông.
Tháng 8 năm 1998, ông được luân chuyển làm Ủy viên Ban Thường vụ Tỉnh ủy Cam Túc kiêm Trưởng Ban Tuyên truyền Tỉnh ủy Cam Túc. Tháng 2 năm 1999, ông về làm Ủy viên Ban Thường vụ Tỉnh ủy Cam Túc, Bí thư Thành ủy Lan Châu kiêm Chủ nhiệm Ủy ban Thường vụ Đại hội đại biểu nhân dân thành phố Lan Châu, tỉnh lỵ tỉnh Cam Túc.
Tháng 10 năm 1999, Trương Khánh Lê được luân chuyển làm Ủy viên Ban Thường vụ Khu ủy Khu tự trị Duy Ngô Nhĩ Tân Cương kiêm Phó Bí thư Đảng ủy Binh đoàn sản xuất và xây dựng Tân Cương, Tư lệnh Binh đoàn sản xuất và xây dựng Tân Cương. Tháng 4 năm 2002, ông kiêm nhiệm chức vụ Tổng Giám đốc Công ty Tập đoàn tân kiến Trung Quốc. Ngày 14 tháng 11 năm 2002, tại phiên bế mạc của Đại hội Đảng Cộng sản Trung Quốc lần thứ 16, ông được bầu làm Ủy viên Ban Chấp hành Trung ương Đảng Cộng sản Trung Quốc khóa XVI.
Tháng 12 năm 2004, ông được bổ nhiệm làm Phó Bí thư Khu ủy Khu tự trị Duy Ngô Nhĩ Tân Cương kiêm Phó Bí thư Đảng ủy Binh đoàn sản xuất và xây dựng Tân Cương, Tư lệnh Binh đoàn sản xuất và xây dựng Tân Cương, Tổng Giám đốc Công ty Tập đoàn tân kiến Trung Quốc. Tháng 1 năm 2005, ông kiêm nhiệm chức vụ Phó Chủ tịch Chính phủ nhân dân Khu tự trị Duy Ngô Nhĩ Tân Cương. Tháng 3 năm 2005, ông thôi kiêm nhiệm chức vụ Phó Bí thư Đảng ủy Binh đoàn sản xuất và xây dựng Tân Cương, Tư lệnh Binh đoàn sản xuất và xây dựng Tân Cương, Tổng Giám đốc Công ty Tập đoàn tân kiến Trung Quốc.
Tháng 11 năm 2005, Trương Khánh Lê được bổ nhiệm làm Phó Bí thư Khu ủy Khu tự trị Tây Tạng, quyền Bí thư Khu ủy Khu tự trị Tây Tạng thay cho ông Dương Truyền Đường. Tháng 5 năm 2006, ông chính thức được bổ nhiệm giữ chức Bí thư Khu ủy Khu tự trị Tây Tạng. Ngày 21 tháng 10 năm 2007, tại Đại hội Đảng Cộng sản Trung Quốc lần thứ 17, ông được bầu lại là Ủy viên Ban Chấp hành Trung ương Đảng Cộng sản Trung Quốc khóa XVII.
Tháng 8 năm 2011, sau 5 năm quản lý Tây Tạng, Ủy ban Trung ương Đảng Cộng sản Trung Quốc quyết định điều Trương Khánh Lê về làm Bí thư Tỉnh ủy Hà Bắc. Tháng 1 năm 2012, ông được bầu kiêm nhiệm chức vụ Chủ nhiệm Ủy ban Thường vụ Đại hội đại biểu nhân dân tỉnh Hà Bắc. Ngày 14 tháng 11 năm 2012, tại phiên bế mạc của Đại hội Đảng Cộng sản Trung Quốc lần thứ 18, ông được bầu làm Ủy viên Ban Chấp hành Trung ương Đảng Cộng sản Trung Quốc khóa XVIII.
Tháng 3 năm 2013, Trương Khánh Lê được bầu làm Phó Chủ tịch Ủy ban Toàn quốc Hội nghị Hiệp thương Chính trị Nhân dân Trung Quốc kiêm Tổng Thư ký Ủy ban Toàn quốc Hội nghị Hiệp thương Chính trị Nhân dân Trung Quốc khóa XII nhiệm kỳ 2013 đến năm 2018.
Ngày 24 tháng 10 năm 2017, tại Đại hội Đảng Cộng sản Trung Quốc lần thứ XIX, Trương Khánh Lê được bầu làm Ủy viên Ban Chấp hành Trung ương Đảng Cộng sản Trung Quốc khóa XIX. Tháng 1 năm 2018, ông được bầu làm Ủy viên Ủy ban Toàn quốc Hội nghị Hiệp thương Chính trị Nhân dân Trung Quốc khóa XIII.
Ngày 14 tháng 3 năm 2018, kỳ họp thứ nhất Ủy ban Toàn quốc Hội nghị Hiệp thương Chính trị Nhân dân Trung Quốc (Chính hiệp) khóa XIII đã tiến hành phiên họp toàn thể lần thứ 4 bầu Trương Khánh Lê làm Phó Chủ tịch Ủy ban Toàn quốc Hội nghị Hiệp thương Chính trị Nhân dân Trung Quốc khóa XIII nhiệm kỳ 2018 đến năm 2023.